# Charitodoron agulhasensis
Charitodoron agulhasensis is een slakkensoort uit de familie van de Charitodoronidae. De wetenschappelijke naam van de soort is voor het eerst geldig gepubliceerd in 1925 door Thiele.